# ابیا
ابیا (نام علمی: Scolopax) نام سرده‌ای از پرندگان است که ۸ گونهٔ مشابه و زنده از پرندگان تیرۀ آبچلیکان را دربر می‌گیرد.

## ویژگی‌ها
ابیاها پرندگانی هستند جنگلی و تک‌زی با طول ۳۴ سانتی‌متر که بدن‌هایی چاق داشته و پرهای سیاه و قهوه‌ای نگارین که توانایی همرنگ شدن با محیط و پنهان شدن در پشت بوته‌ها را به پرنده می‌دهد آن را پوشانده است. چشم‌ها در دو طرف سر واقع شده‌اند و میدان دیدی ۳۶۰ درجه را به پرنده می‌دهند. نوک ابیاها بلند و باریک بوده و سر نوک آن در آرواره بالایی برخلاف دیگر پرندگان انعطاف‌پذیر است.

## پراکندگی و زیستگاه
تنها دو گونه از ابیاها را می‌توان در نقاط مختلفی از جهان دید و بقیهٔ آن‌ها بومی جزایری همچون آمامی در جنوب ژاپن، لوزون و میندانائو در فیلیپین و جاوه، سوماترا، سولاوسی و مالوکا در اندونزی هستند. این پرندگان بیشتر مناطق مرطوب و جنگلی را برای زیستن ترجیح می‌دهند.
در ایران ابیاهای مهاجر فصل زمستان را در شمال کشور و به ویژه در زمین‌های پست ناحیهٔ دریای خزر می‌گذرانند. در زبان گیلکی دراستان گیلان این پرنده بانام کَوات شناخته می‌شود، که درفصل پاییز وزمستان دراین استان به وفوردیده می‌شود.
این پرندگان خیلی به‌ندرت در مناطق جنوبی‌تری همچون فارس، خوزستان و بلوچستان نیز دیده می‌شوند.

## رفتارشناسی
این پرندگان به هنگام غروب یا شب‌هنگام به دنبال غذا رفته و با منقارهای بلندشان زمین‌های نرم را برای یافتن بی‌مهرگان جستجو می‌کنند. آن‌ها طول روز را به استراحت می‌پردازند و پرهای نقشدارشان آن‌ها را از دید دیگران پنهان می‌سازد.ابیا (ایا در  لهجه آملی) با تله های چوبی زیرزمینی لتیر و روزمینی در حین حرکت روی زمین در تله میافتد.

## گونه‌ها
امروزه می‌توان گونه‌های زیر را از ابیاها مشاهده نمود.
- ابیای اوراسیایی، Scolopax rusticola
- ابیای آمامی، Scolopax mira
- ابیای بوکیدنون، Scolopax bukidnonensis
- ابیای تیره‌رنگ، Scolopax saturata
- ابیای گینه نو، Scolopax rosenbergi
- ابیای سولاوسی، Scolopax celebensis
- ابیای مالوکویی، Scolopax rochussenii
- ابیای آمریکایی، Scolopax minor

## نگارخانه

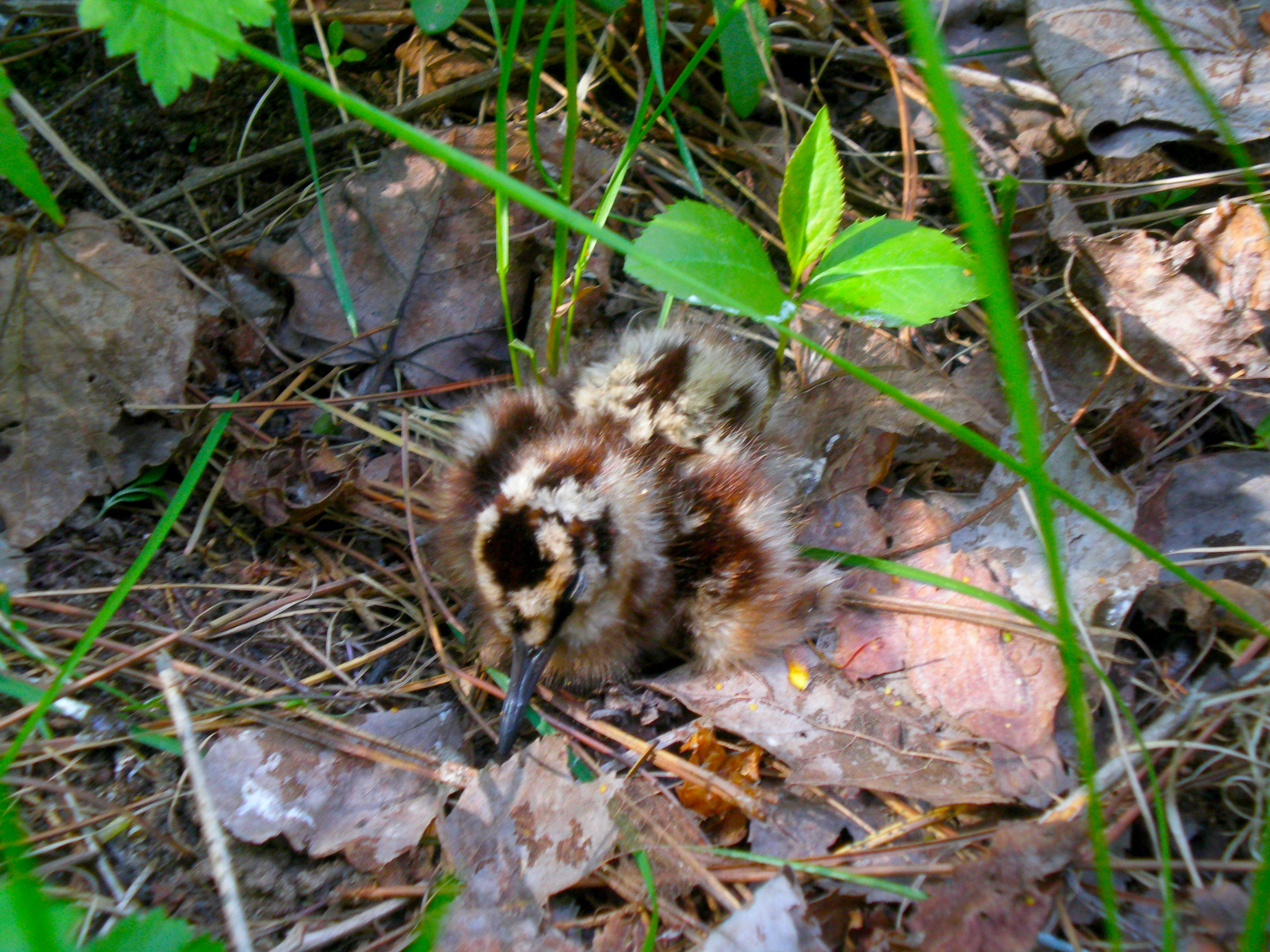
جوجه ابیای آمریکایی
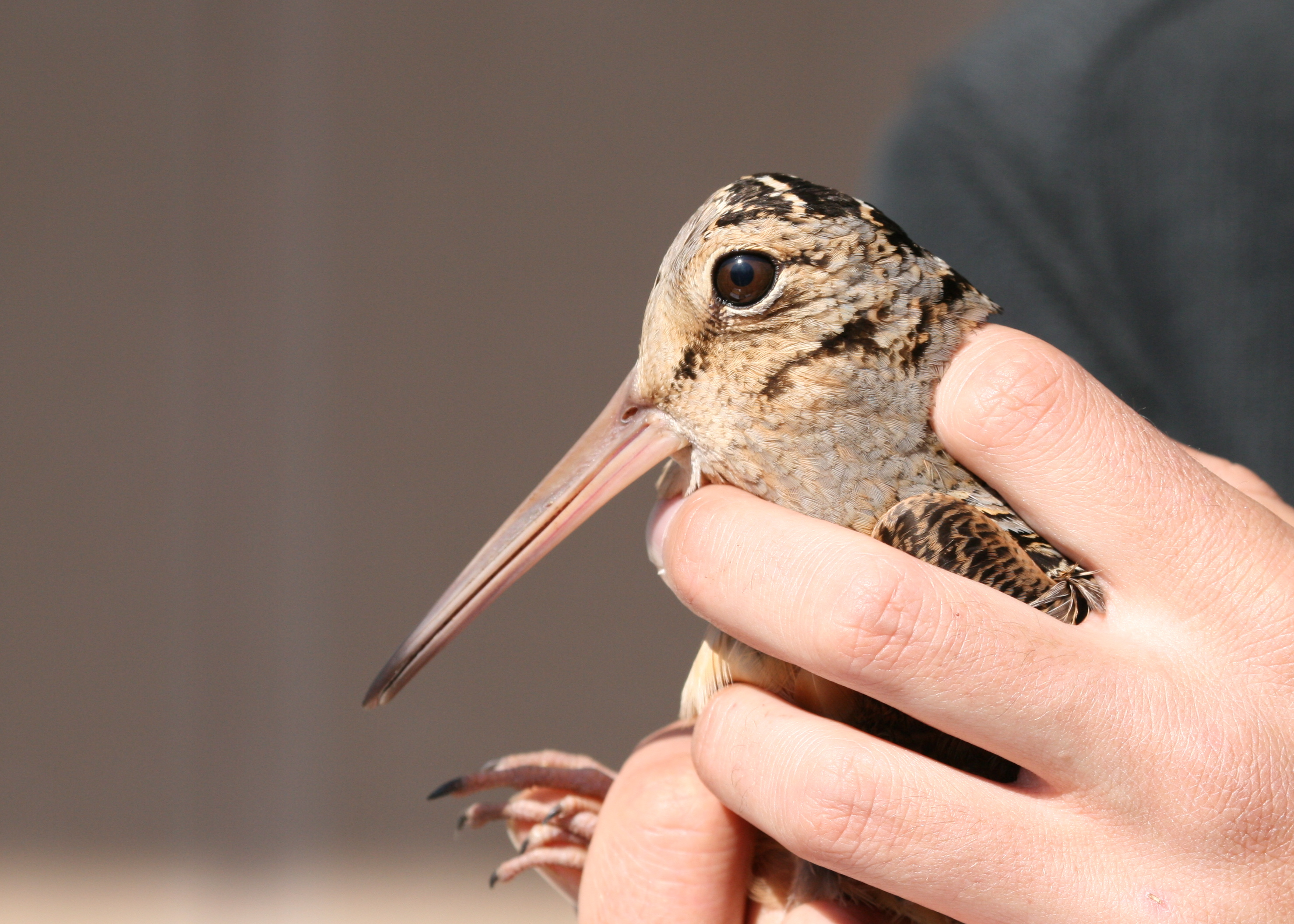
ابیای آمریکایی
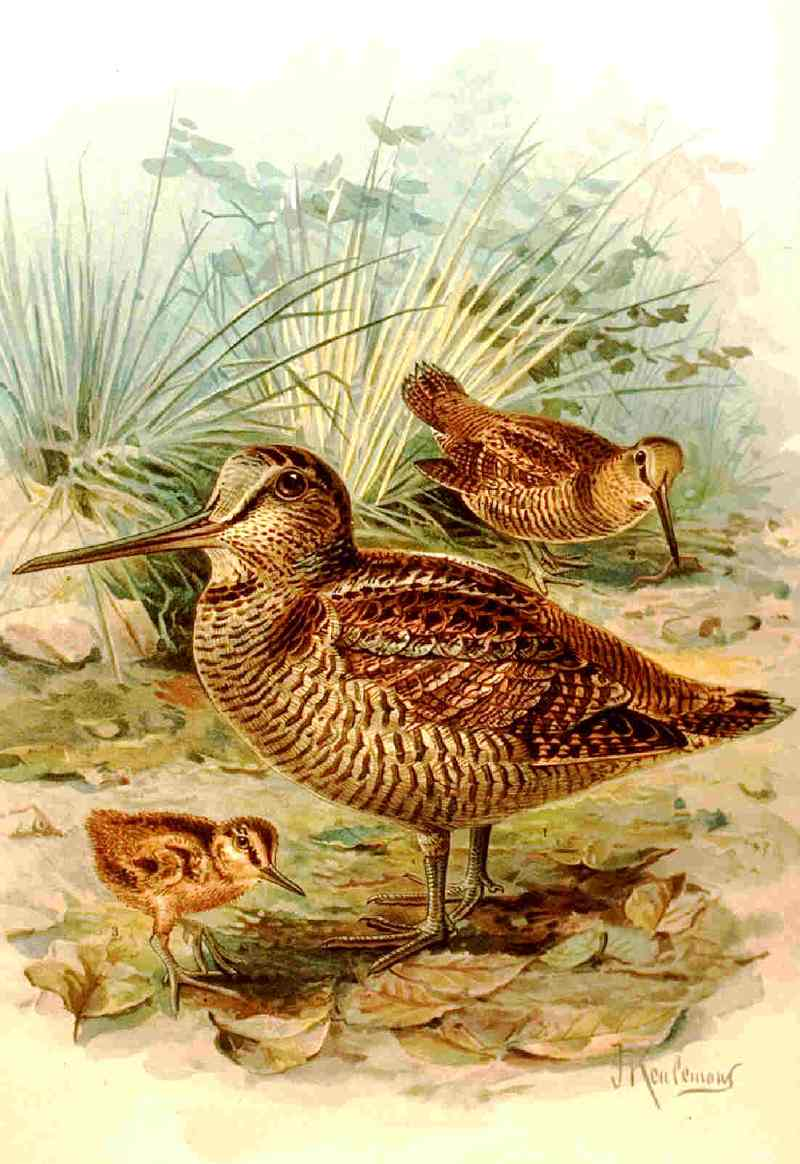
نقاشی از ابیای اوراسیایی
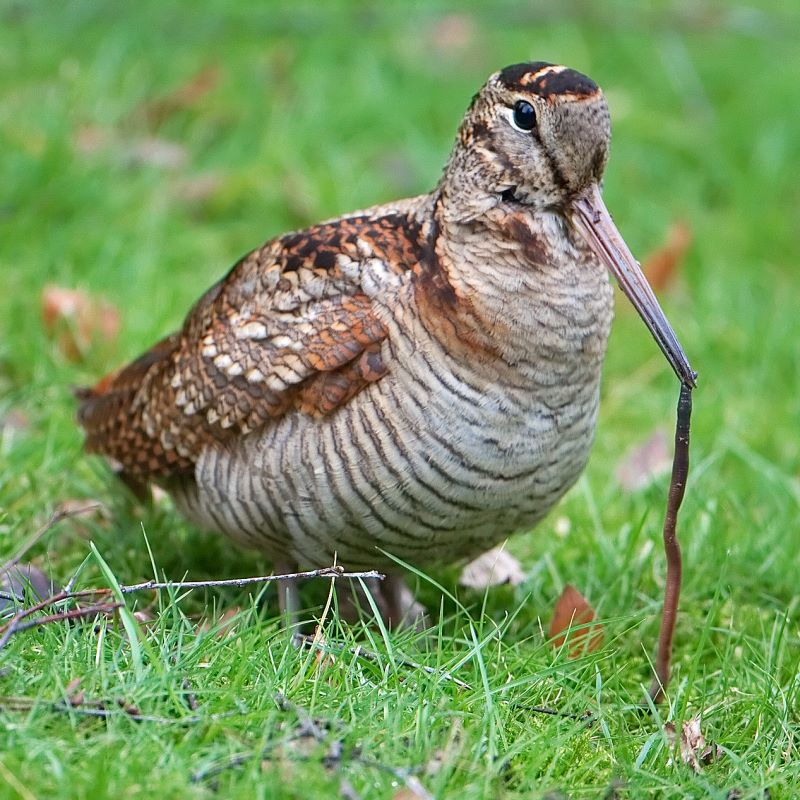
ابیای اوراسیایی در حال خوردن کرم خاکی